# Landu Leko
Landu Leko ist ein indonesischer Distrikt (Kecamatan) im Regierungsbezirk Rote Ndao (Provinz Ost-Nusa Tenggara), der 2012 vom Distrikt Rote Timur abgetrennt wurde.

## Geographie
Landu Leko liegt im Nordosten der Insel Roti. Südlich befindet sich der Distrikt Rote Timur. Zum Distrikt Landu Leko gehört die Halbinsel Tapuafu, die östlich gelegenen Inseln Usu, Nusa Manupui und Boti und das nördlich in der Straße von Roti liegende Eiland Nusa Bibi. Hauptort ist Daeurendale im Süden von Tapuafu.
Der Distrikt teilt sich in sechs administrative Dörfer:
- Bolatena
- Daeurendale
- Daiama
- Lifuleo
- Pukuafu
- Sotimori